# Aconitum souliei
Aconitum souliei är en ranunkelväxtart som beskrevs av Achille Eugène Finet och Gagnep.. Aconitum souliei ingår i släktet stormhattar, och familjen ranunkelväxter. Inga underarter finns listade i Catalogue of Life.